# Biển Ligure

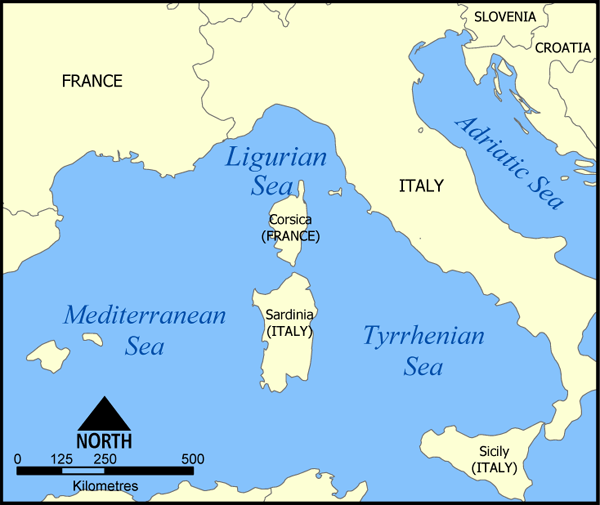
Biển Ligure.

Biển Ligure

Biển Ligure (tiếng Ý: Mar Ligure; tiếng Pháp: Mer Ligurienne); tiếng Anh: Ligurian Sea) là một nhánh của Địa Trung Hải, giữa vùng Riviera của Ý (Liguria cùng Toscana) và các đảo Corse, đảo Elba. Tên biển dường như được gọi theo tên dân tộc Ligures thời xưa.

## Địa lý
Biển Ligure giáp ranh với các nước Ý, Pháp và Monaco. Phía đông giáp ranh với biển Tyrrhenus, phía tây giáp với chính Địa Trung Hải. Thành phố Genova là thành phố quan trọng nhất trên bờ biển này. Bờ tây bắc của biển này rất đẹp và có khí hậu thuận lợi.
Vịnh Genova thuộc phần cực bắc của biển này. Sông Arno từ phía đông và nhiều sông khác bắt nguồn từ dãy núi Appennini (Apennines) chảy vào biển này. Các cảng Genova, La Spezia, và Livorno nằm trên bờ đá của biển. Vùng biển ở phía tây bắc đảo Corse có độ sâu tối đa trên 2.850 m.
Vùng nước giữa đảo Corse tới đất liền của Ý cũng được gọi là Kênh Corse, rộng khoảng 80 km và chia cách Biển Ligure với Biển Tirreno.

## Việc bảo tồn
Nhằm bảo tồn các loài cá voi ở biển Ligure (không có trong Địa Trung Hải), năm 1999 các nước trong khu vực đã lập biển này là vùng Specially Protected Areas of Mediterranean Importance (Vùng bảo hộ đặc biệt sự quan trọng của Địa Trung Hải, viết tắt là SPAMI). Khu bảo tồn loài cá voi biển Ligure (Ligurian Sea Cetacean Sanctuary) nay có diện tích rộng 84.000 km².

## Bộ sưu tập ảnh

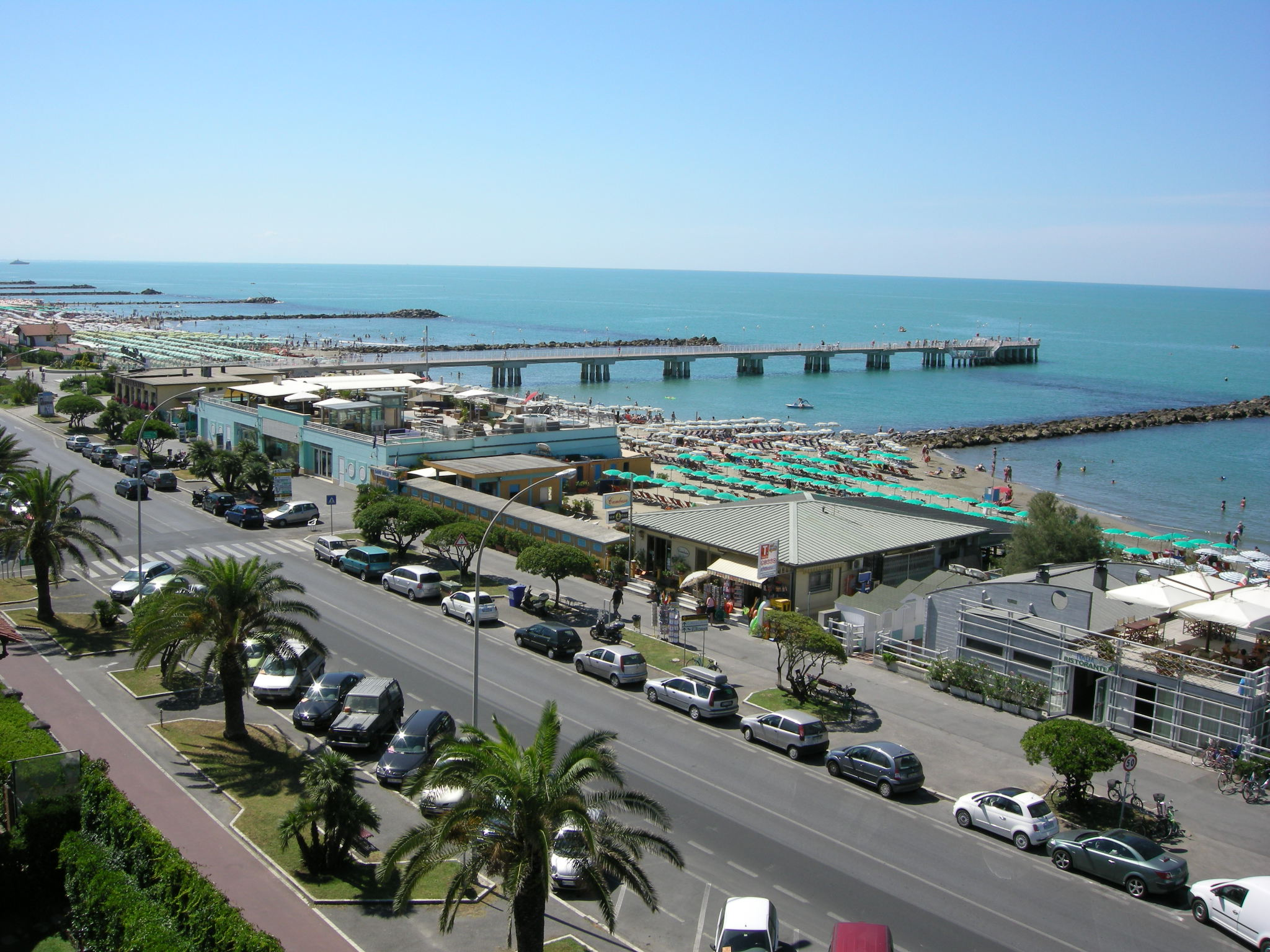
Massa
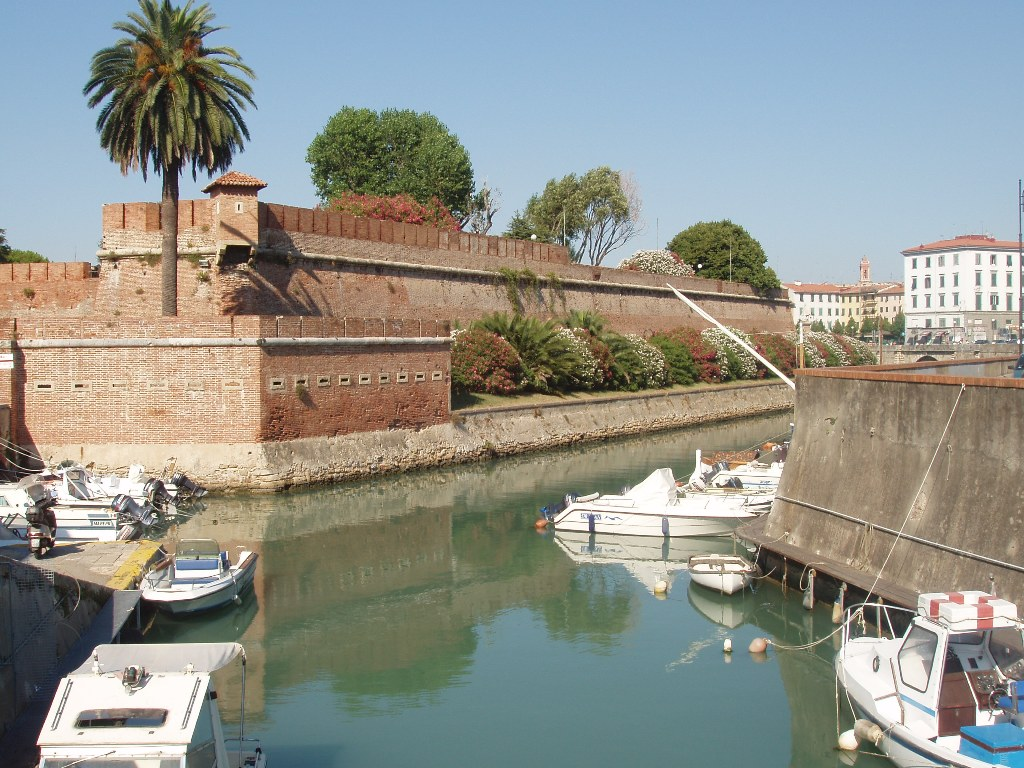
Livorno
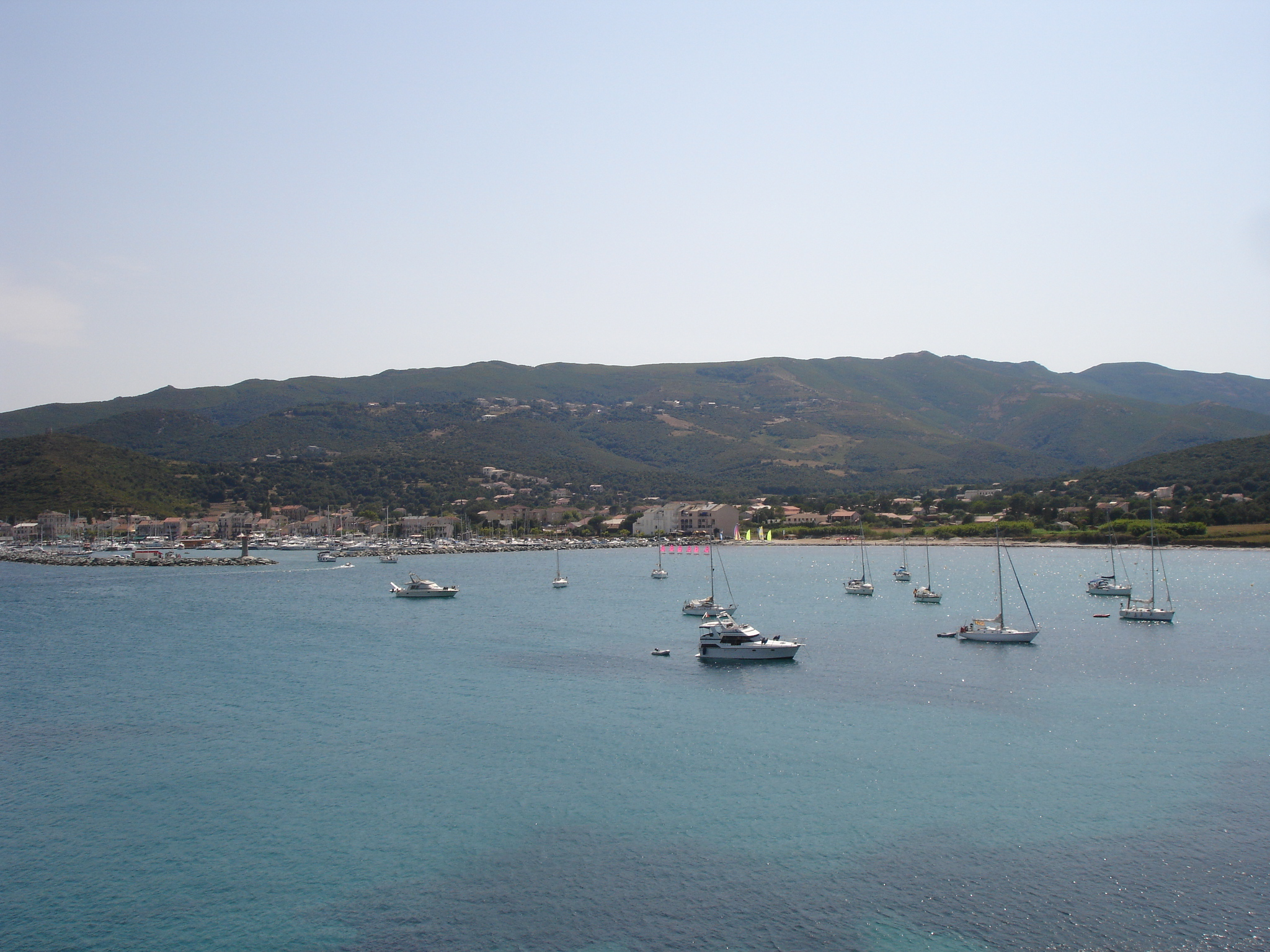
Rogliano
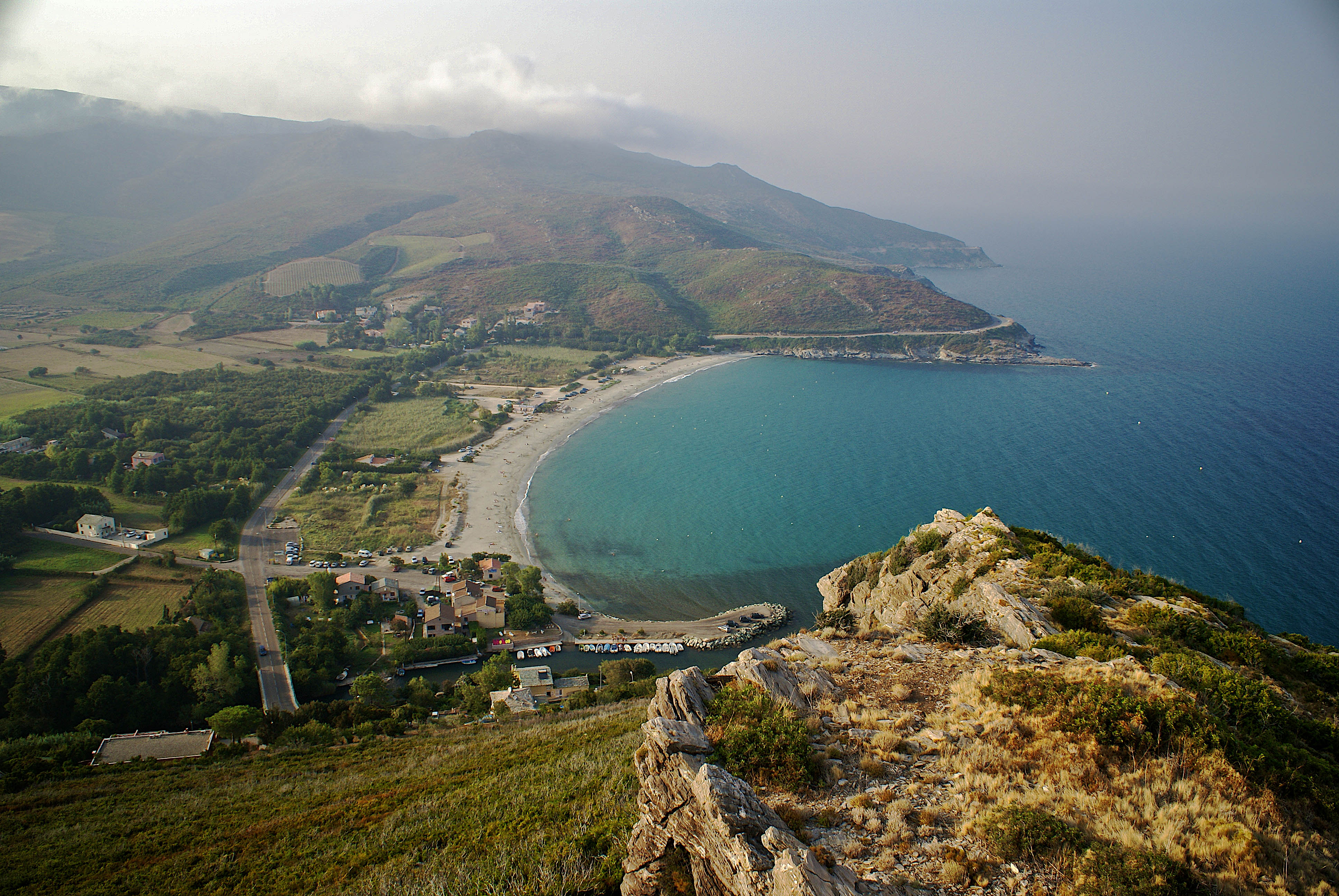
Pietracorbara
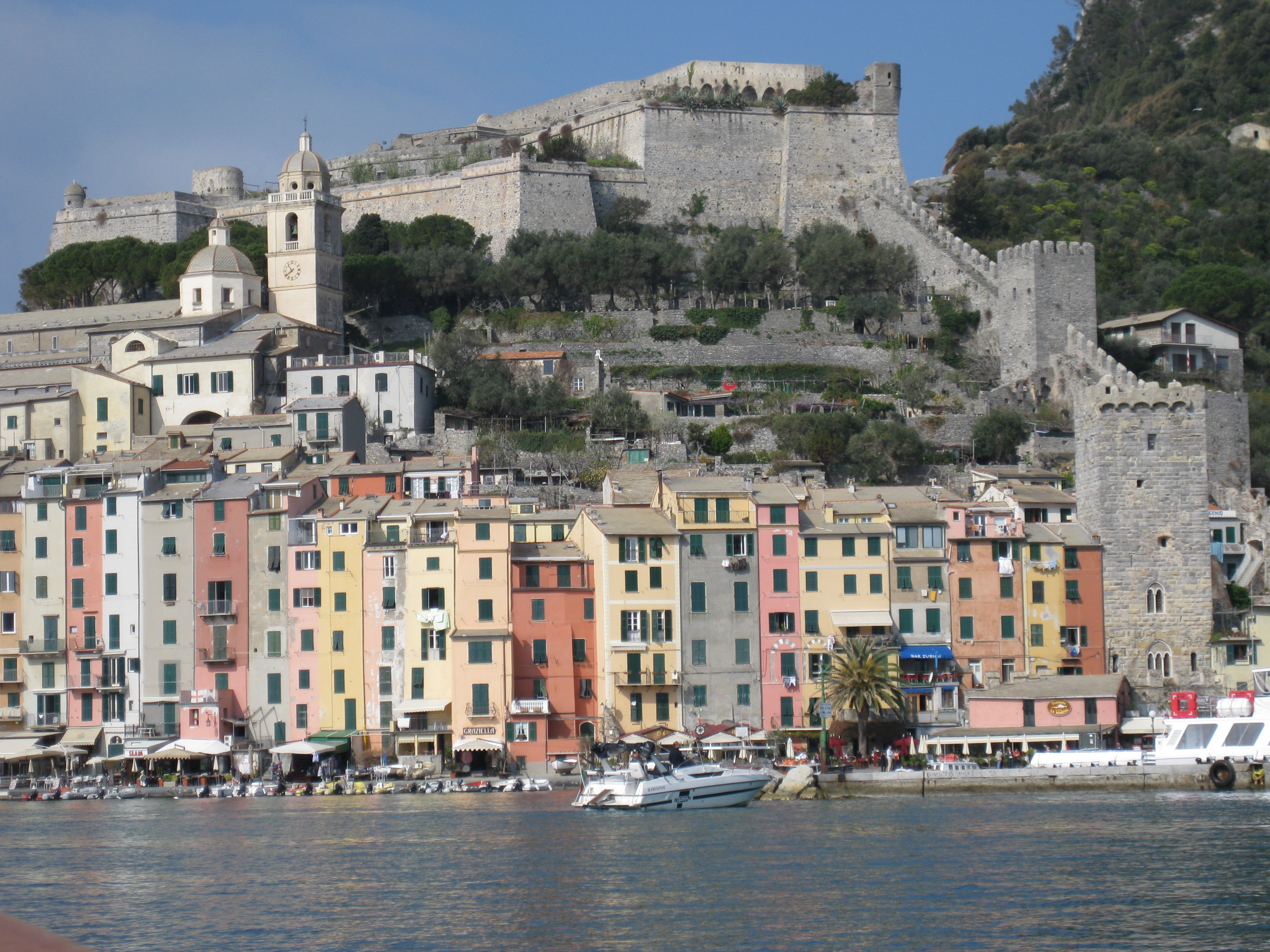
Portovenere
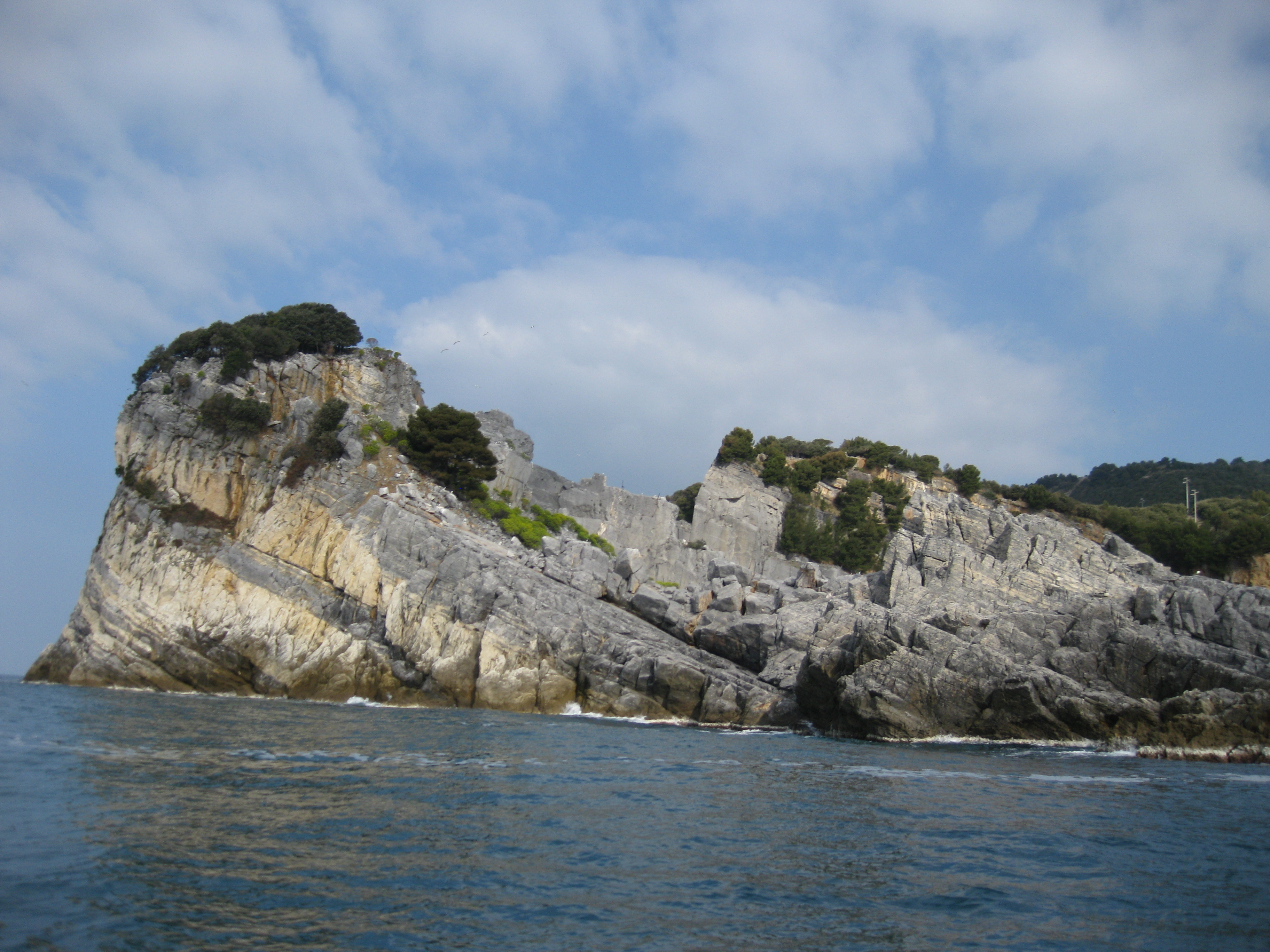
Palmaria
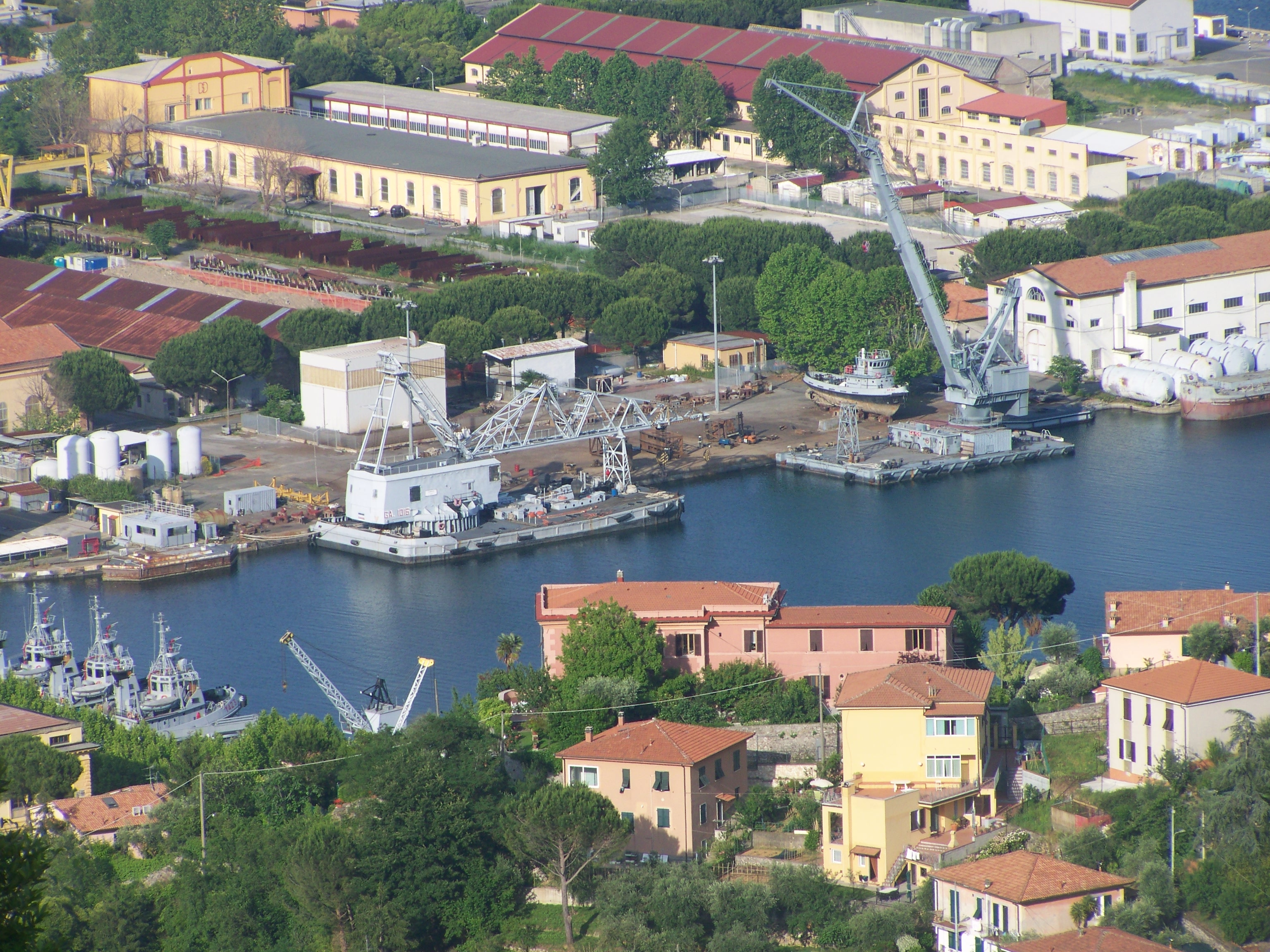
La Spezia
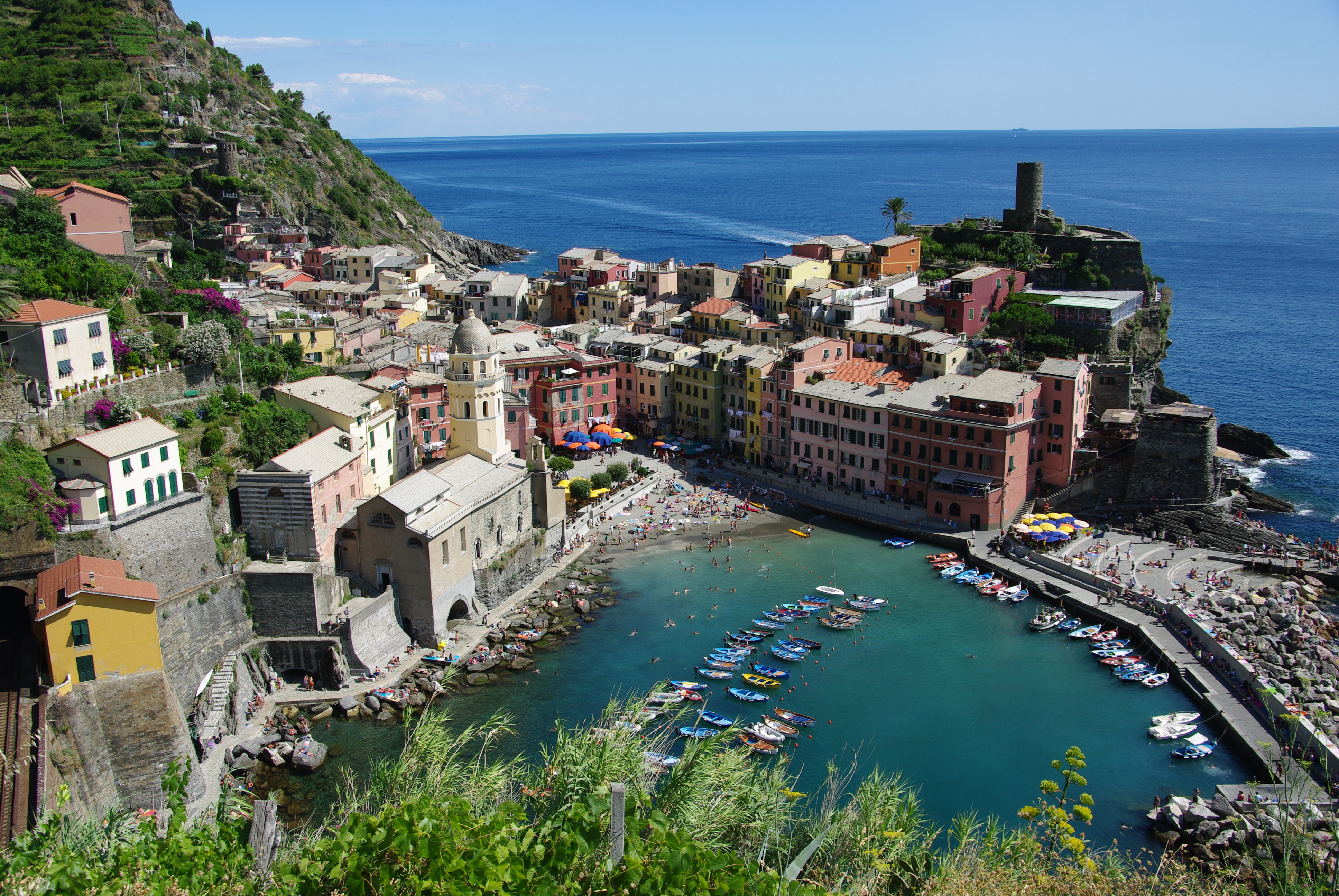
Vernazza
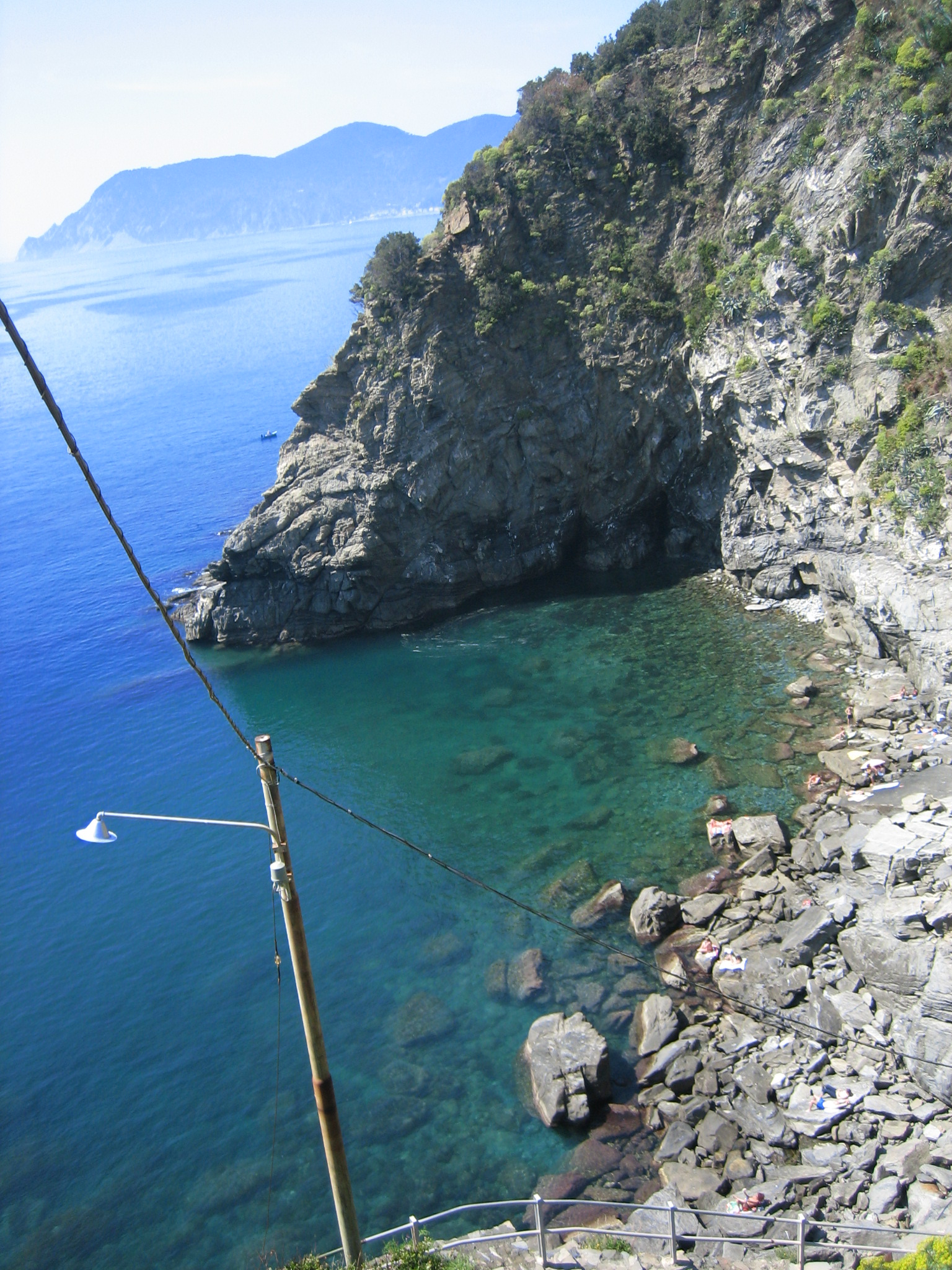
Corniglia
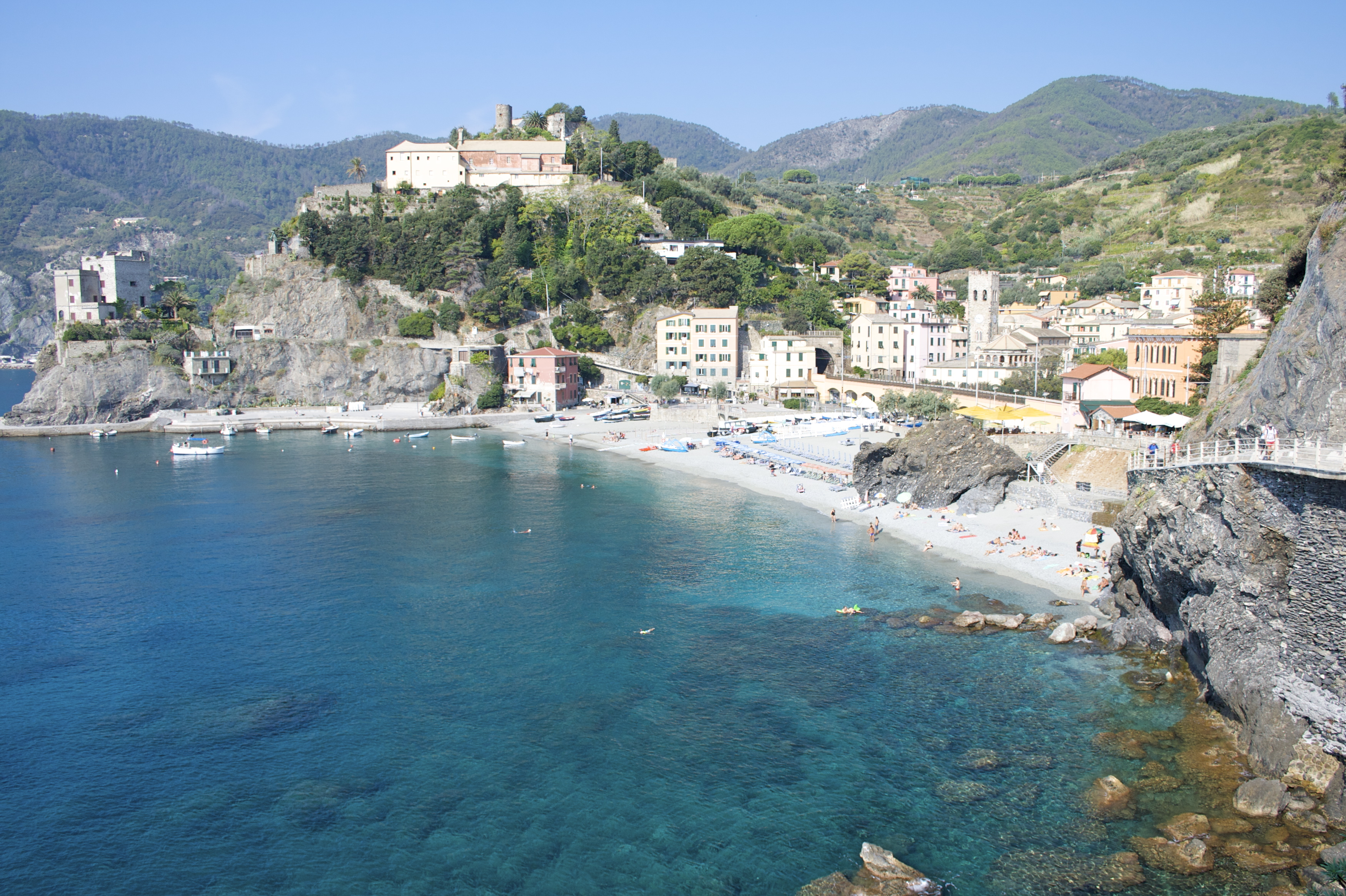
Monterosso al Mare
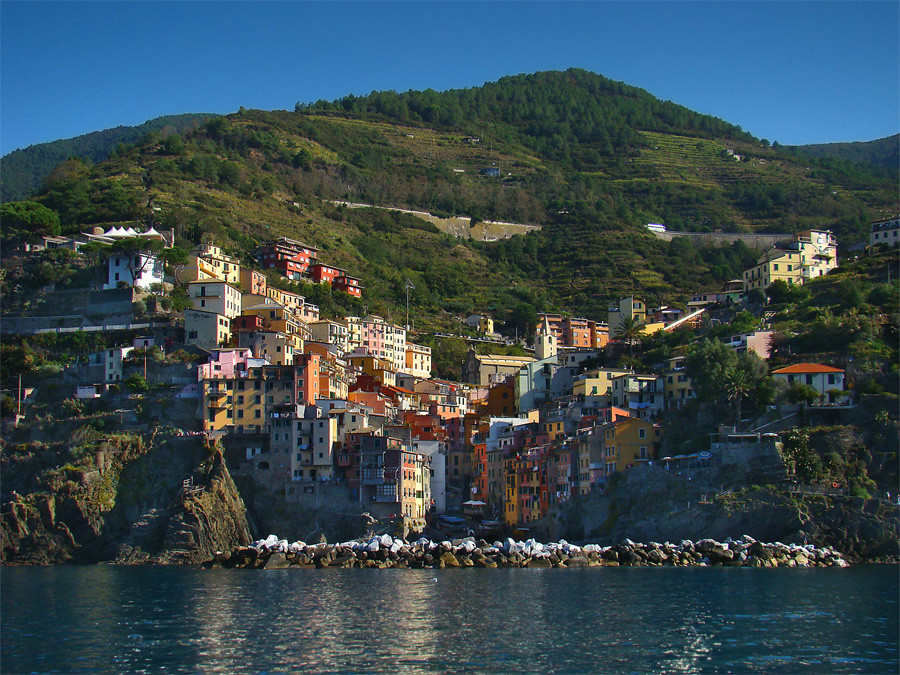
Riomaggiore
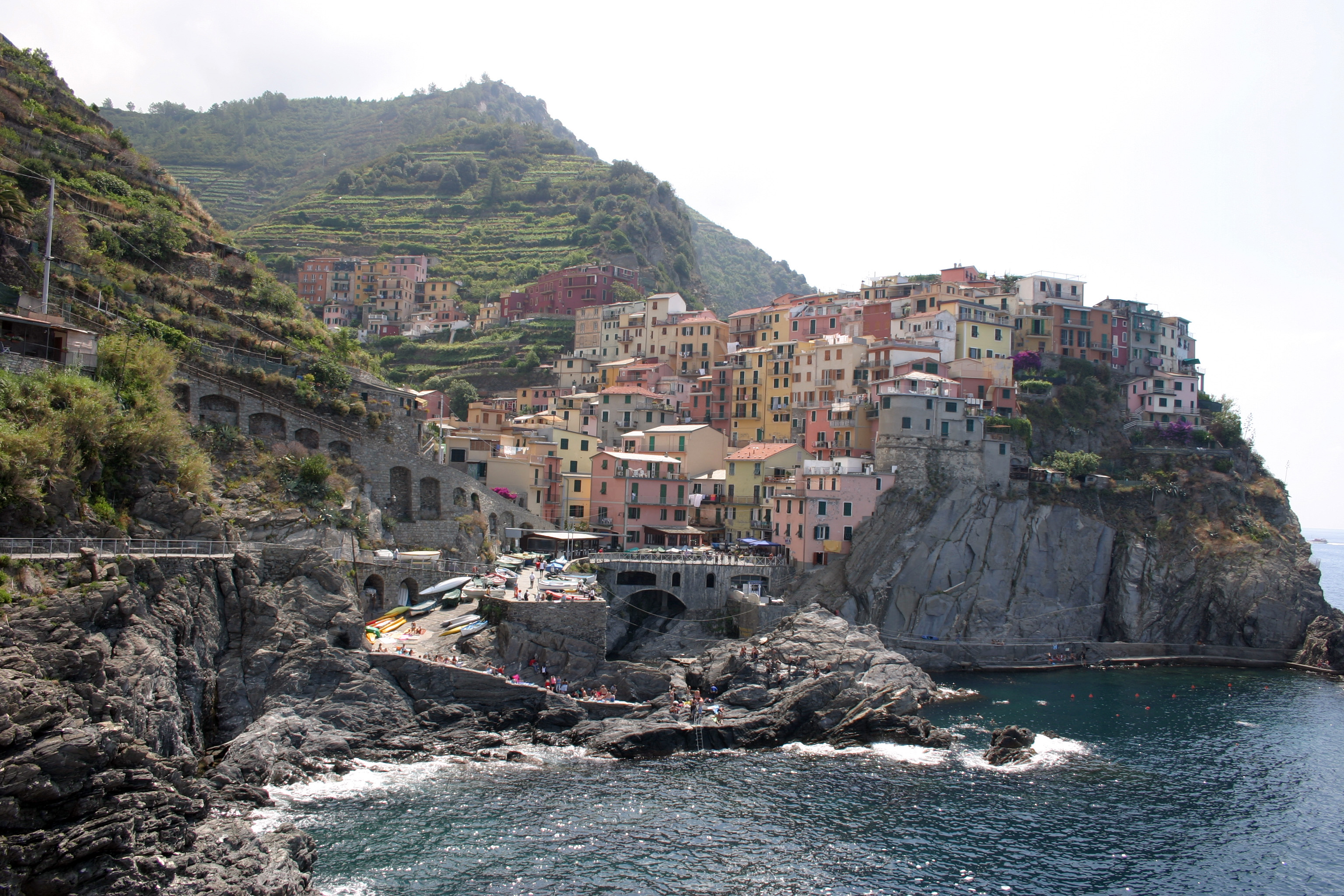
Manarola
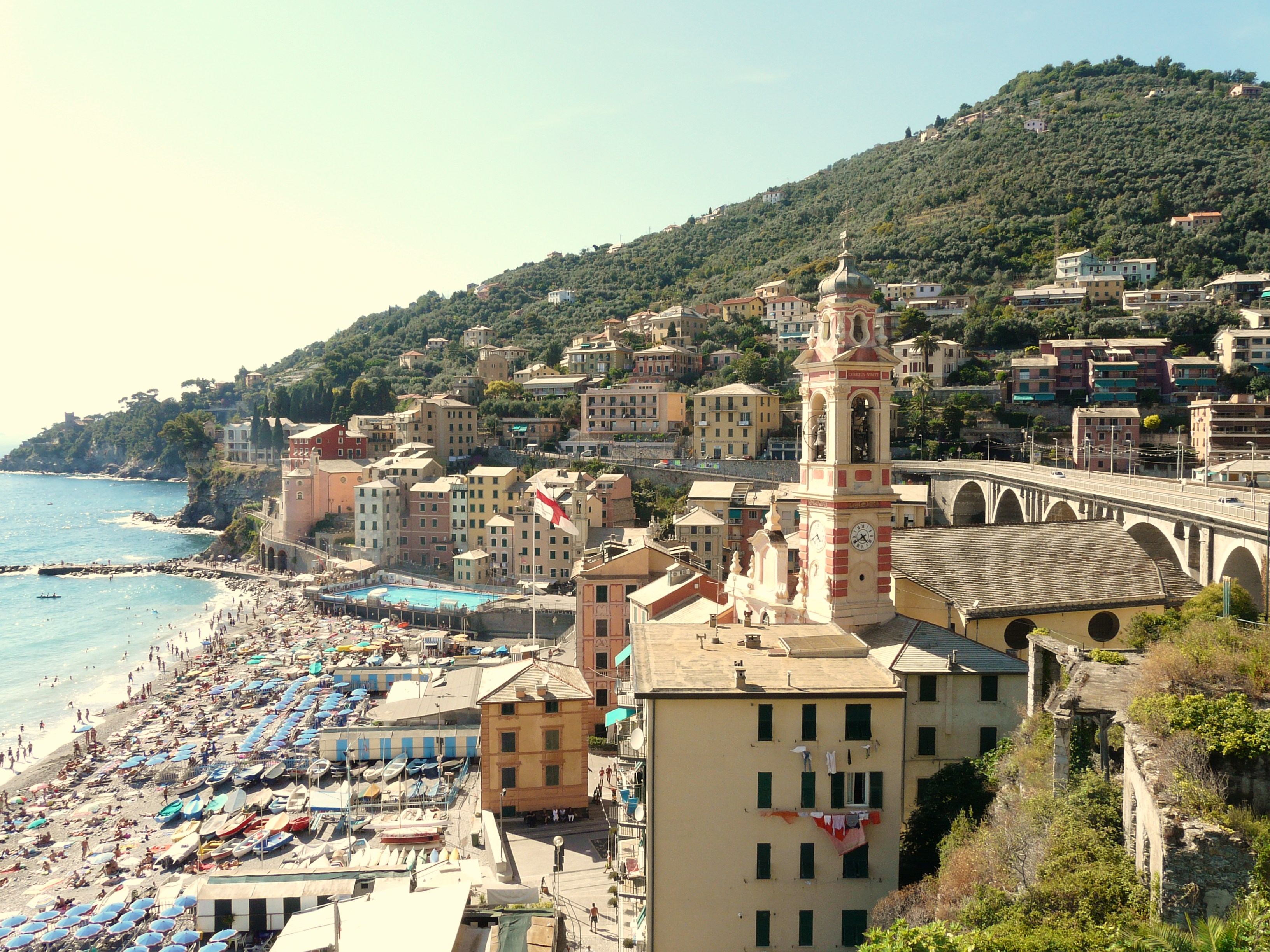
Sori
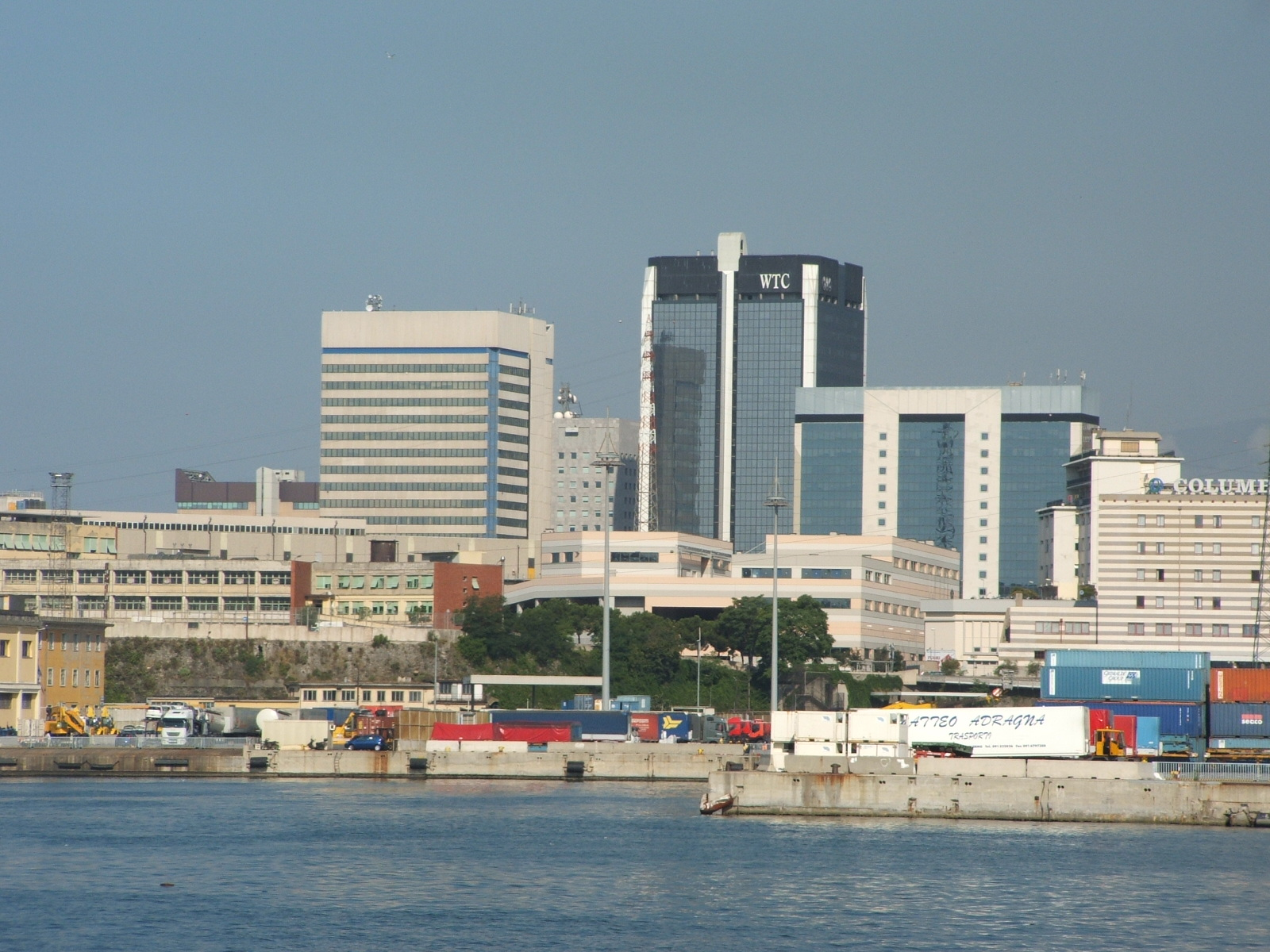
Genoa
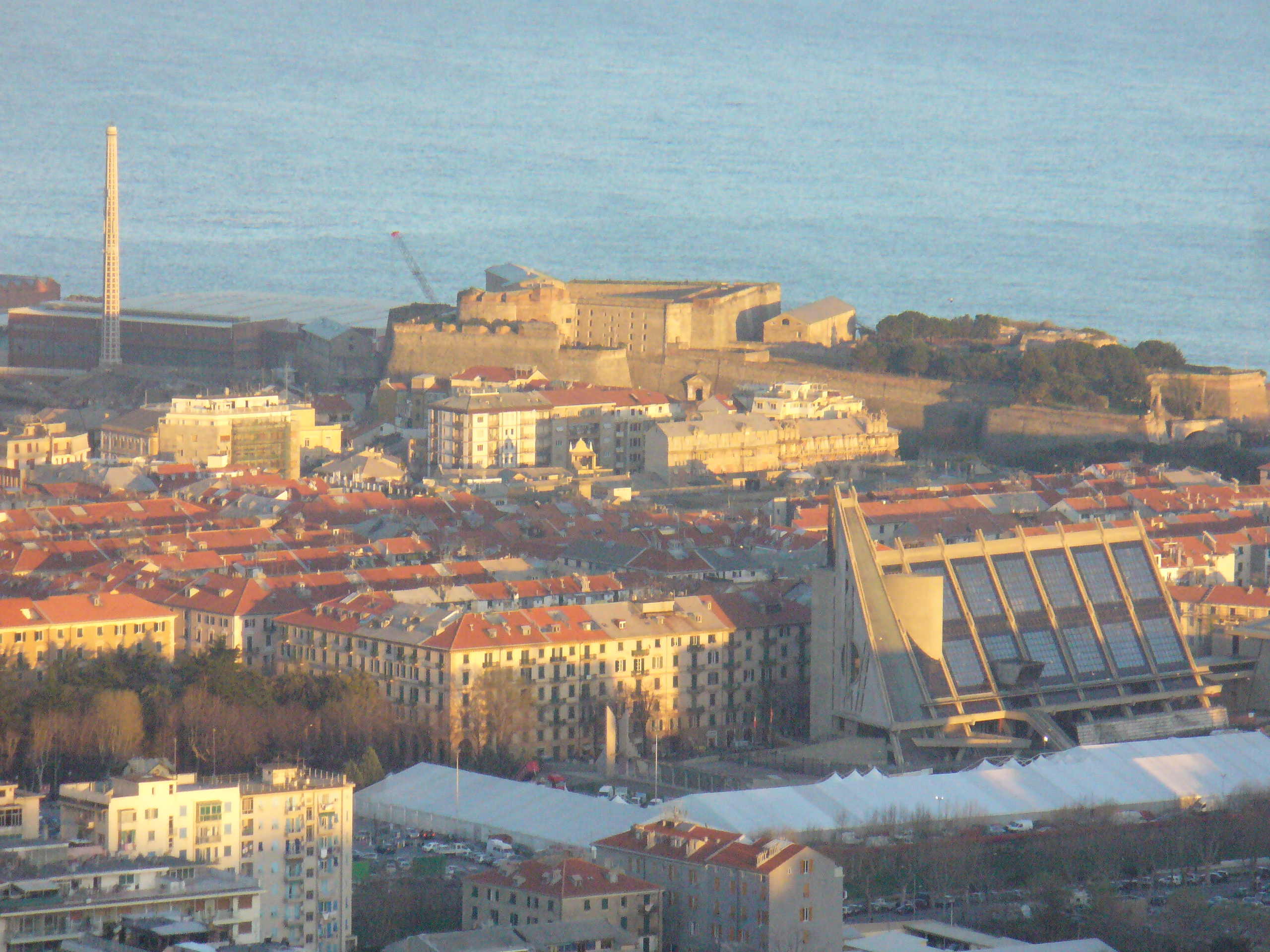
Savona
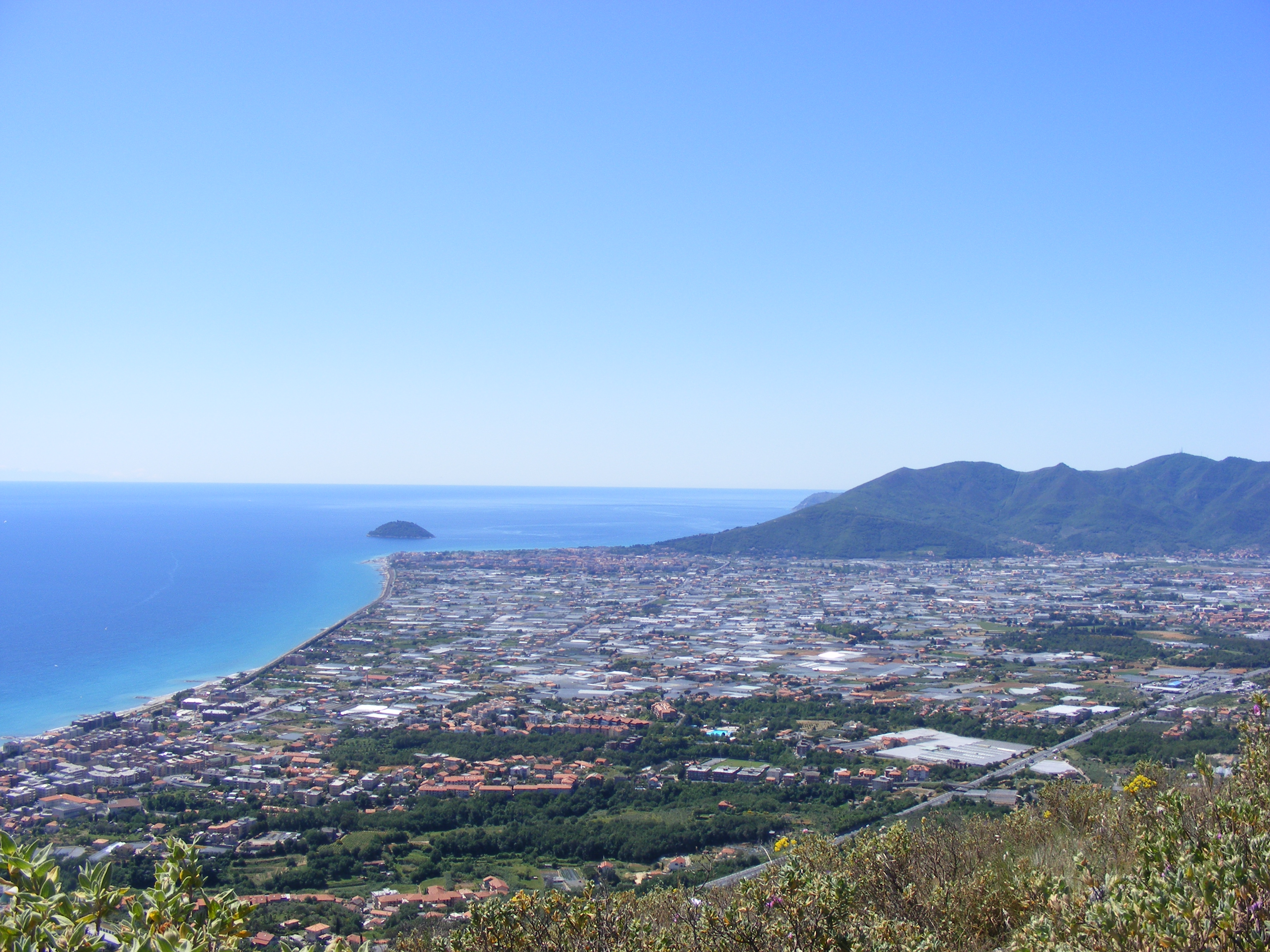
Ceriale
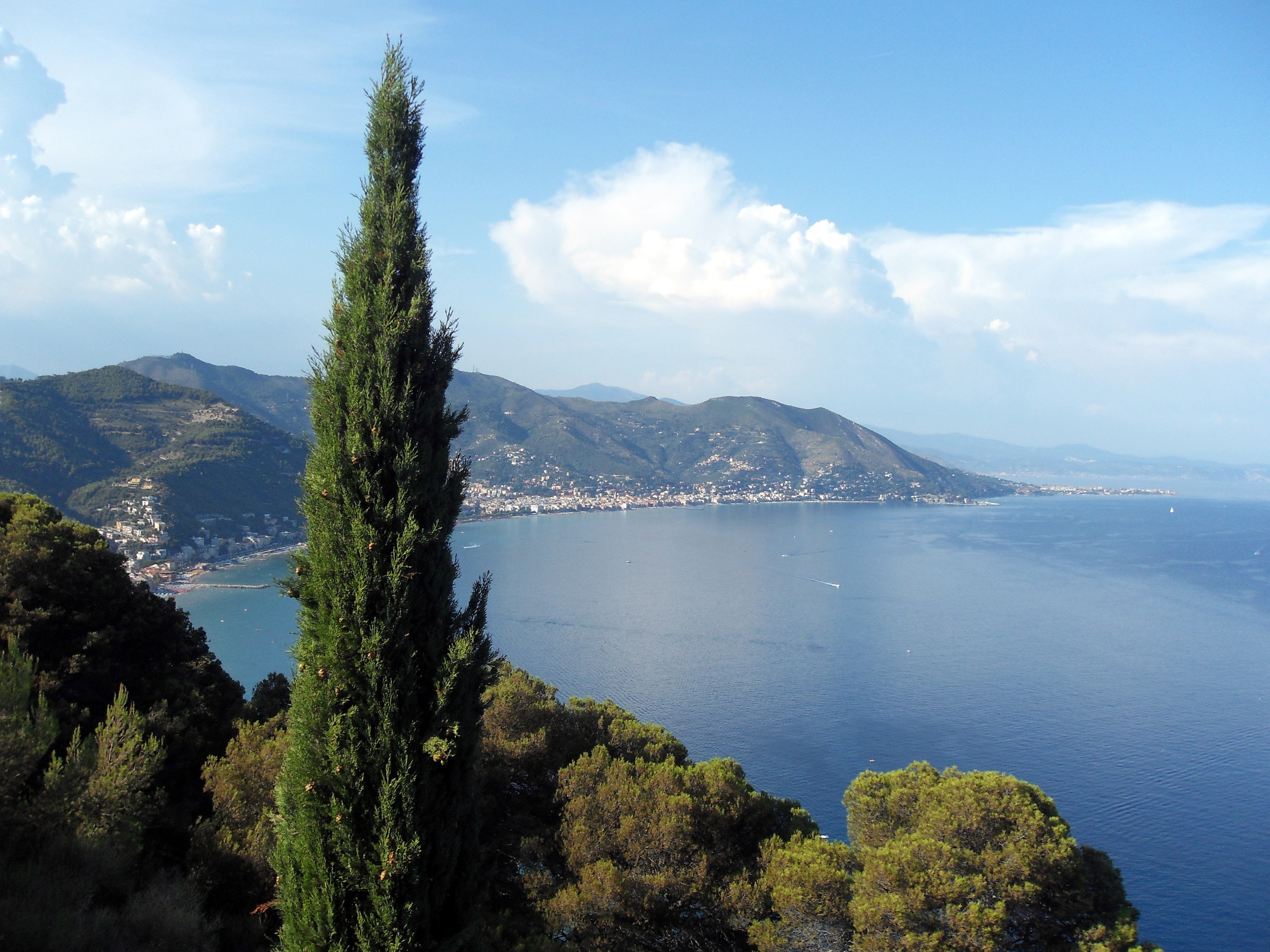
Alassio
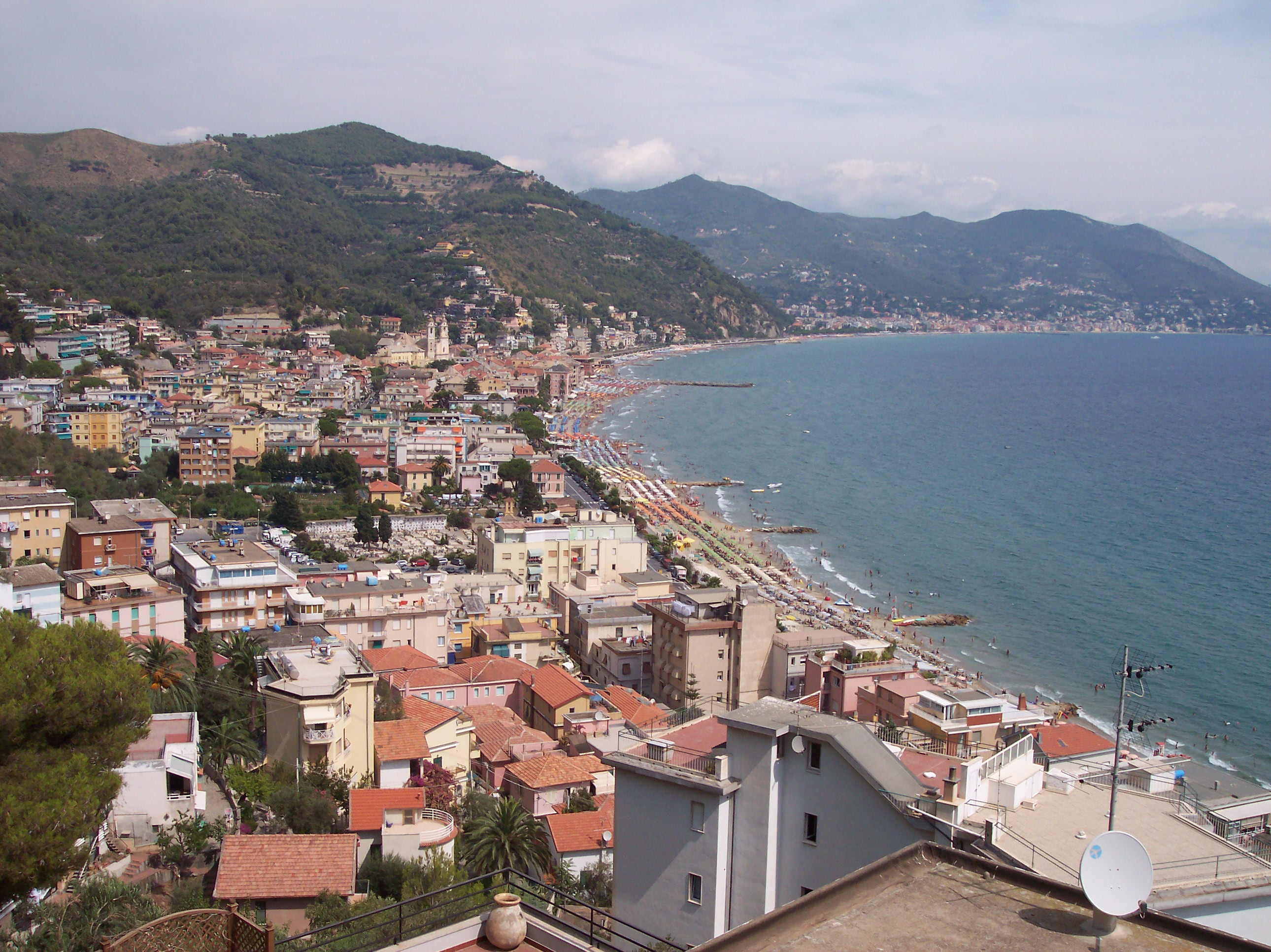
Laigueglia
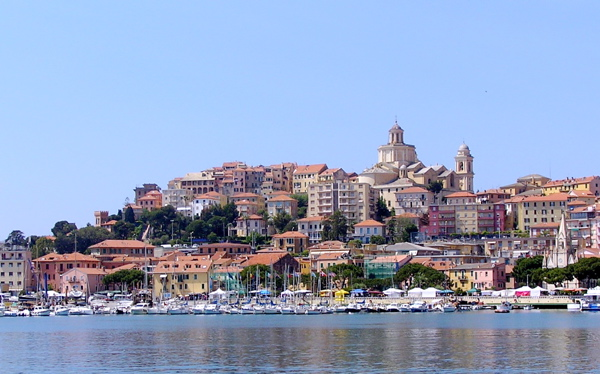
Imperia
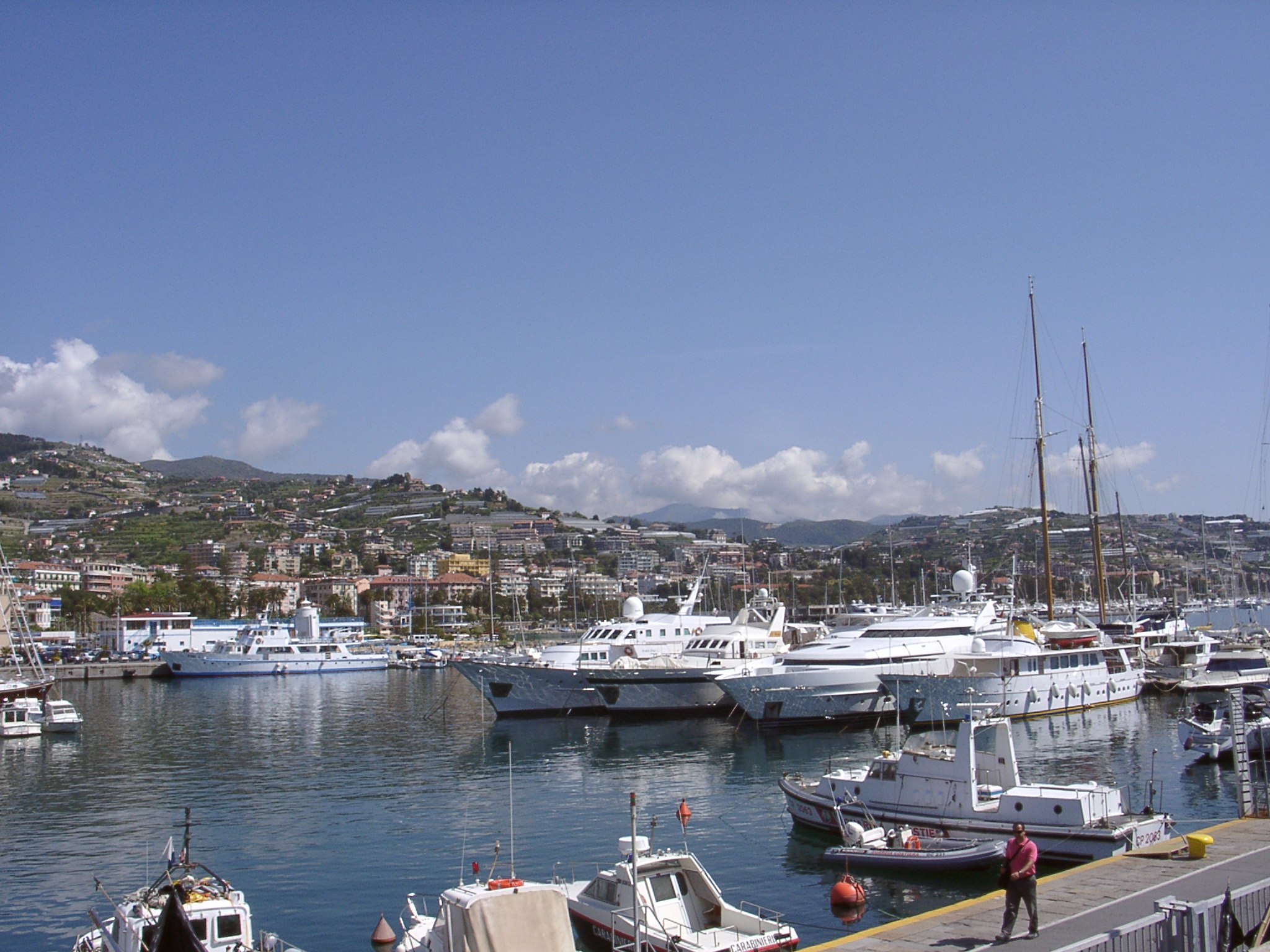
Sanremo
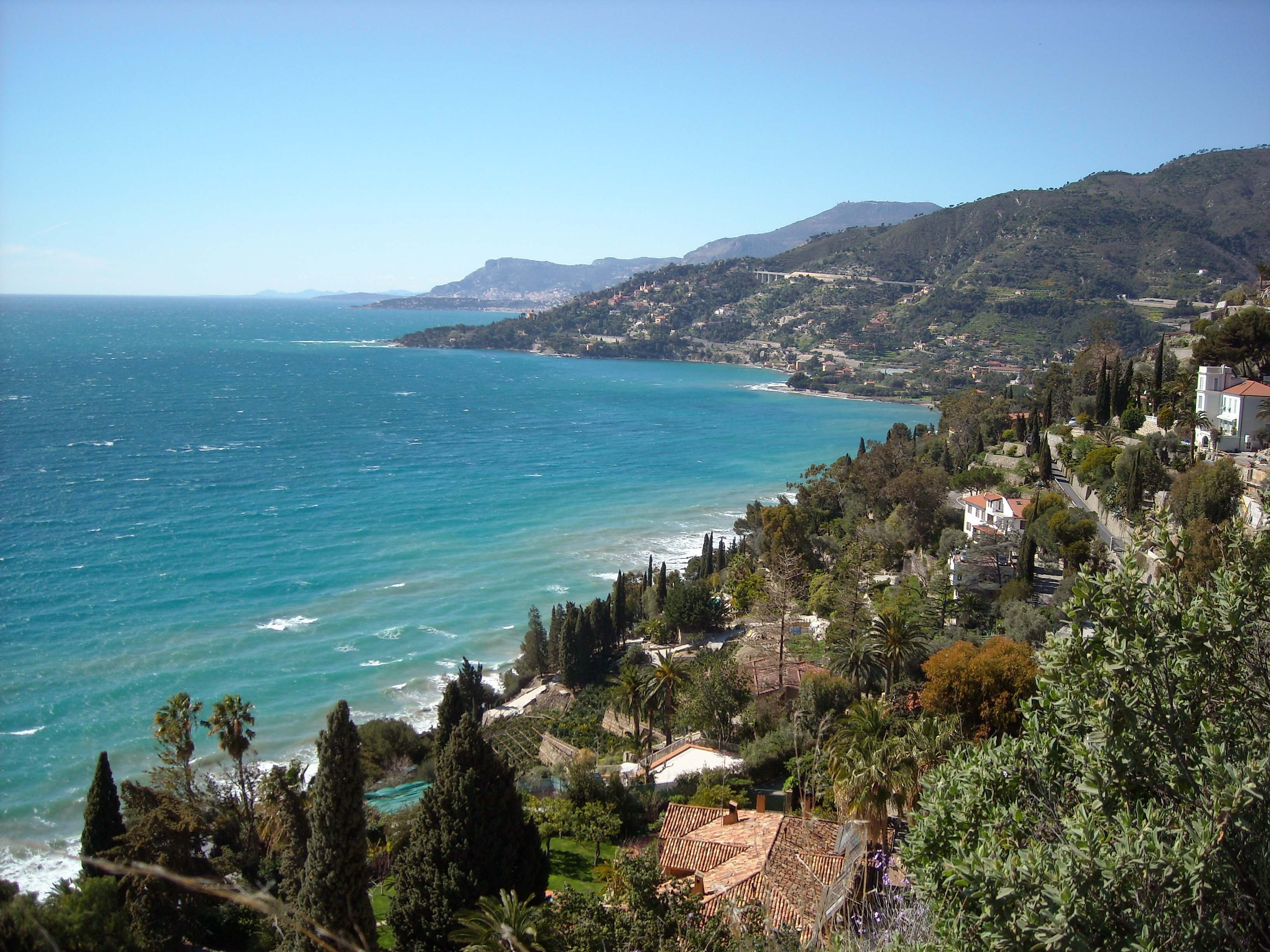
Ventimiglia
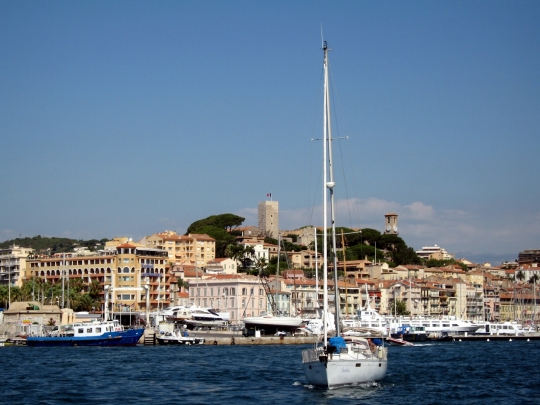
Cannes
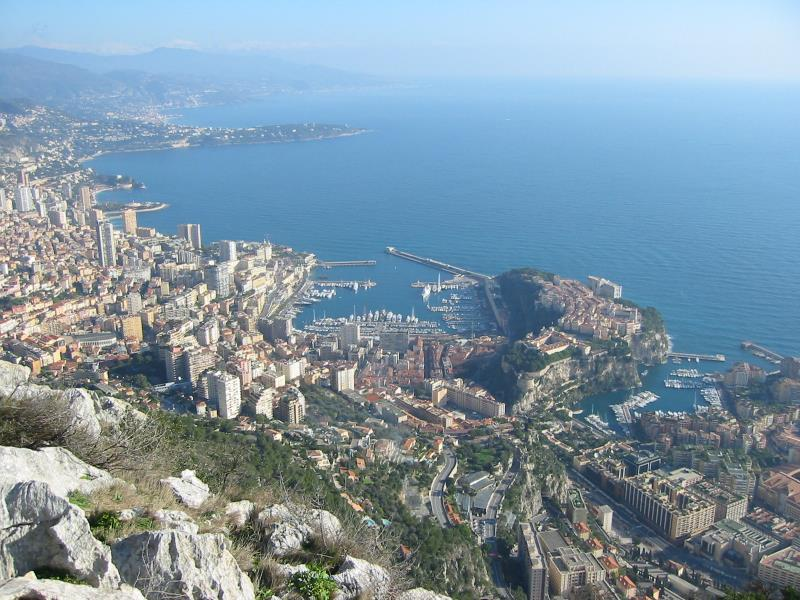
Monaco
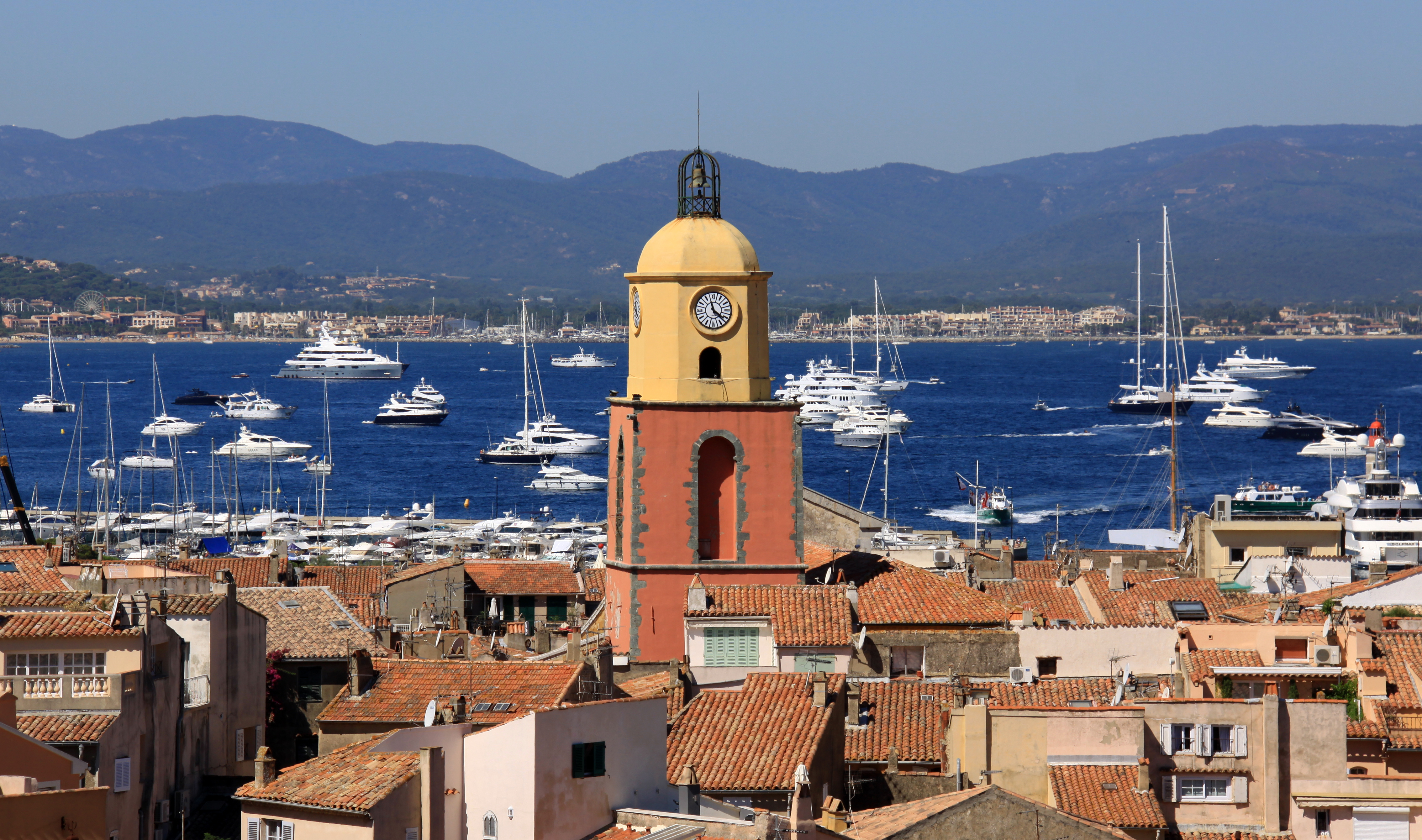
Saint Tropez
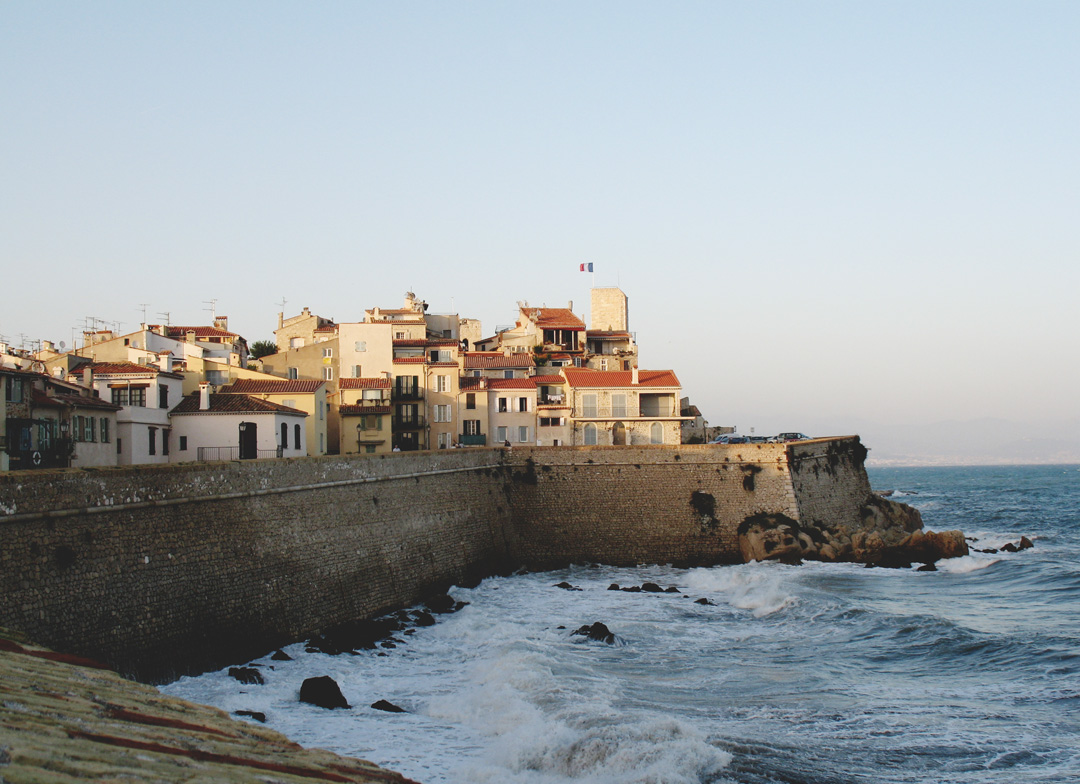
Antibes